# مقاطعة ريفز (تكساس)
مقاطعة ريفز (بالإنجليزية: Reeves  County)‏ هي إحدى المقاطعات في ولاية تكساس، الولايات المتحدة الأمريكية. واعتبارًا من تعداد عام 2020، بلغ عدد سكانها 14748 نسمة. مركز المقاطعة والمدينة الأكثر اكتظاظًا بالسكان هي بيكوس. تم إنشاء المقاطعة في عام 1883 وتم تنظيمها في العام التالي. سميت على اسم جورج ر. ريفيس، عضو الهيئة التشريعية لولاية تكساس وعقيد في جيش الكونفدرالية. وهي واحدة من المقاطعات التسع التي تشكل منطقة ترانس بيكوس في غرب تكساس. تضم مقاطعة ريفز المنطقة الإحصائية الحضرية الصغيرة بيكوس.